# Nicola Venchiarutti
Nicola Venchiarutti (Tolmezzo, 7 ottobre 1998) è un ciclista su strada italiano che corre per il team Work Service-Vitalcare-Dynatek. È professionista dal 2020.

## Palmarès

### Strada
- 2018 (Cycling Team Friuli)[1]

Gran Premio Polverini Arredamenti
- 2019 (Cycling Team Friuli)[2]

La Popolarissima
8ª tappa Giro d'Italia Under-23 (Rosà > Falcade)
Ruota d'Oro
- 2022 (Work Service-Vitalcare-Dynatek)[3]

Gran Premio Città di Pontedera

### Pista
- 2016 (Juniores)

Campionati italiani, Inseguimento a squadre Junior (con Mattia Pezzarini, Emanuele Amadio, Gabriel Marchesan  e Alberto Giuriato)

## Piazzamenti

### Grandi Giri
- Giro d'Italia

2021: 132º

### Classiche monumento
- Milano-Sanremo

2020: ritirato
2021: 121º
- Giro di Lombardia

2021: ritirato